# 混種短毛貓
混種短毛貓是來自不同地方混種的貓，每個品種的貓會有不同的外貌特徵和性格，這也是經由各種不同品系雜交後的結果。中國大陸俗稱為中華田園貓或土貓，港澳地區俗稱為唐貓或街貓、臺灣將混種貓俗稱為米克斯貓（音譯自英語的「mix」）、因此種類有很多的變化，三色貓、橘子貓、虎斑貓都極為常見。美國人道協會將牠稱爲短毛家貓（Domestic Shorthair， 簡稱「DSH」），育貓協會將牠稱爲短毛家庭貓（House Cat, Shorthair， 簡稱「HCS」）或短毛家庭寵物（Shorthair Household Pet）。

## 種類

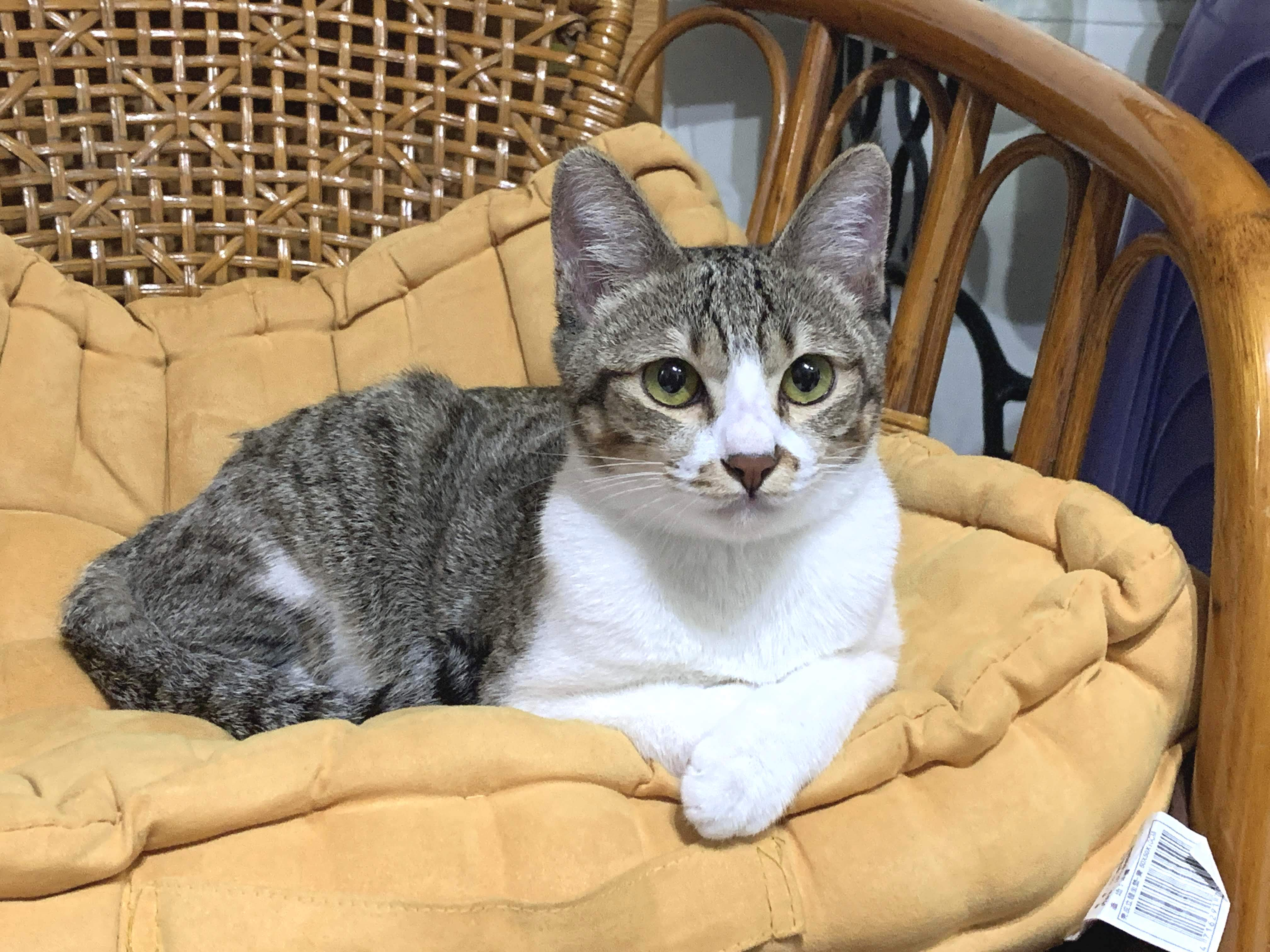
臺灣居民飼養的典型米克斯貓，毛色為虎斑與純白混合，可能遺傳自愛琴海貓的基因。

1. 三色貓：「玳瑁白色貓」就是三色貓的正式名稱，身上可以見到黑色、橘黃色、白色三種顏色漂亮分布著，在英國被稱為「印花白貓」在美國被稱為「花班貓」。
2. 橘子貓：「紅色虎斑短毛家貓」就是橘子貓的正式名稱，紅色虎斑、毛短而密。
3. 虎斑貓：臺灣常見的虎斑貓咪大多是由細平行條紋所構成的魚骨紋虎斑。虎斑紋基因是顯性的，幾乎都會出現在所有家貓身上。
4. 白貓：全白、毛短而厚。藍眼的白貓是所謂「白子」，白子貓咪天生內耳缺陷，所以會造成耳聾、眼睛缺乏色素、易受光害、對光反應敏感、而常聽到陰陽眼的貓咪則是「半白子」的貓咪，沒有白子的缺陷，卻有不同顏色漂亮的眼睛。
5. 黑貓：全黑、毛厚、短而有光澤、被毛上常有虎斑紋，但容易因全身漆黑而被忽略，且肚子上易長出些許白毛。
6. 玳瑁貓：黑色及深淺紅色的斑紋。貓咪身上如果有三種顏色存在，這樣的毛色屬於性聯基因，通常會發生在母貓身上，若公貓出現三色現象，一般都是染色體異常，缺乏生殖能力。

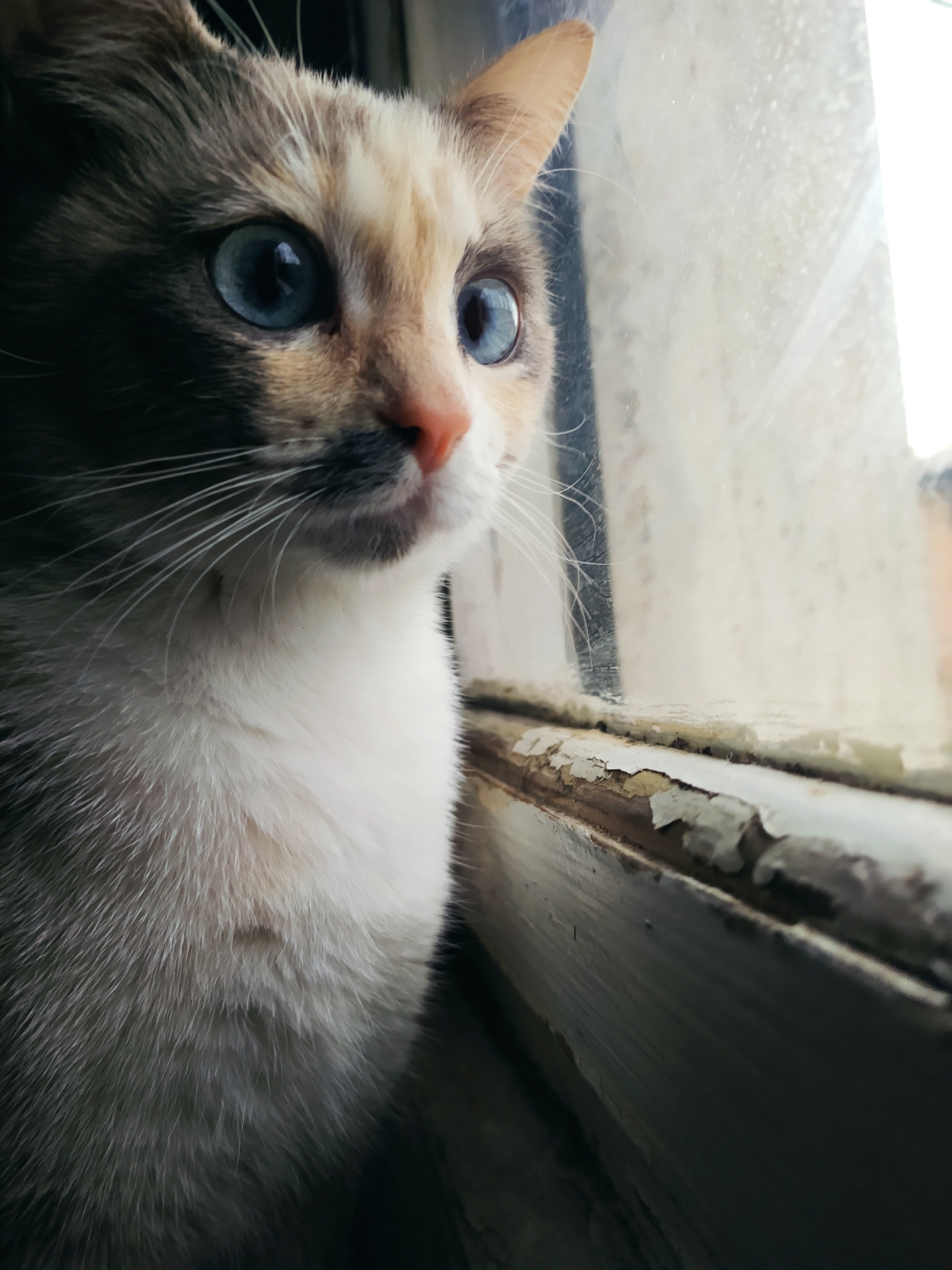
一隻雌性三色貓，可注意到其眼睛為藍色，為白子基因的顯現。